# Prusy (powiat miński)
Prusy – wieś w Polsce położona w województwie mazowieckim, w powiecie mińskim, w gminie Mińsk Mazowiecki. Leży w południowej części gminy.
Wieś wchodzi w skład sołectwa Cielechowizna i Prusy
W latach 1975–1998 miejscowość należała administracyjnie do województwa siedleckiego.
Malutka wieś obok Cielechowizny.
Wierni Kościoła rzymskokatolickiego należą do parafii Matki Boskiej Nieustającej Pomocy w Hucie Mińskiej.